# K League 1 2023
La K League 1 2023 è la 40ª edizione della massima serie del campionato sudcoreano di calcio, che si disputa a partire dal 25 febbraio 2023.

## Stagione

### Promozioni/Retrocessioni
Al termine della stagione 2022 sono state retrocesse il Gimcheon Sangmu (dopo solo una stagione in massima serie) e il Seongnam FC (dopo 4 anni in massima serie); sono invece state promosse il Gwangju FC (dopo 1 stagione in seconda divisione) e il Daejeon Hana Citizen, che ritorna in massima serie dopo 7 anni di assenza.

### Formula
Le squadre si affrontano in un girone di andata e ritorno, più un aggiuntivo turno di andata per un totale di 33 partite. Al termine di queste le prime 6 squadre si giocano il campionato e la qualificazione alle coppe organizzate dall'AFC (la prima è campione di Corea e si qualifica assieme alla 2ª e alla 3ª alla successiva AFC Champions League), mentre le ultime 6 si giocano la retrocessione (l'ultima retrocede, la penultima si gioca uno spareggio con la seconda classificata di K League 2 2023, la terzultima si gioca un altro spareggio che coinvolge anche la 3a, la 4ª e la 5ª classificata di K League 2 2023).

## Squadre partecipanti
| Club                 | Città                 | Stadio                                      | Stagione precedente                 |
| -------------------- | --------------------- | ------------------------------------------- | ----------------------------------- |
| Ulsan Hyundai        | Ulsan                 | Ulsan Mulsu Football Stadium                | Campione della Corea del Sud        |
| Jeonbuk Hyundai      | Jeolla Settentrionale | Jeonju World Cup Stadium                    | 2ª classificata in K League 1 2022  |
| Pohang Steelers      | Pohang                | Pohang Steel Yard                           | 3ª classificata in K League 1 2022  |
| Incheon United       | Incheon               | Incheon Football Stadium                    | 4ª classificata in K League 1 2022  |
| Jeju United          | Jeju                  | Jeju World Cup Stadium                      | 5ª classificata in K League 1 2022  |
| Gangwon FC           | Gangwon               | Stadio Chuncheon Song-am e Stadio Gangneung | 6ª classificata in K League 1 2022  |
| Suwon FC             | Suwon                 | Suwon World Cup Stadium                     | 7ª classificata in K League 1 2022  |
| Daegu FC             | Taegu                 | DGB Daegu Bank Park                         | 8ª classificata in K League 1 2022  |
| FC Seoul             | Seul                  | Seoul World Cup Stadium                     | 9ª classificata in K League 1 2022  |
| Suwon Samsung        | Suwon                 | Suwon Stadium                               | 10ª classificata in K League 1 2022 |
| Gwangju FC           | Gwangju               | Gwangju Football Stadium                    | Campione della K League 2 2022      |
| Daejeon Hana Citizen | Daejeon               | Daejeon World Cup Stadium                   | 2ª classificata in K League 2 2022  |

## Classifica
Aggiornata al completto.
|                          | Pos. | Squadra              | Pt | G  | V  | N  | P  | GF | GS | DR  |
| ------------------------ | ---- | -------------------- | -- | -- | -- | -- | -- | -- | -- | --- |
| Poule scudetto           |      |                      |    |    |    |    |    |    |    |     |
| Corea del Sud (bandiera) | 1.   | Ulsan HD             | 76 | 38 | 23 | 7  | 8  | 63 | 42 | +21 |
|                          | 2.   | Pohang Steelers      | 64 | 38 | 16 | 16 | 6  | 53 | 40 | +13 |
|                          | 3.   | Gwangju              | 59 | 38 | 16 | 11 | 11 | 47 | 35 | +12 |
|                          | 4.   | Jeonbuk Hyundai      | 57 | 38 | 16 | 9  | 13 | 45 | 35 | +10 |
|                          | 5.   | Incheon Utd          | 56 | 38 | 14 | 14 | 10 | 46 | 42 | +4  |
|                          | 6.   | Daegu                | 53 | 38 | 13 | 14 | 11 | 42 | 43 | -1  |
| Poule retrocessione      |      |                      |    |    |    |    |    |    |    |     |
|                          | 7.   | Seoul                | 55 | 38 | 14 | 13 | 11 | 63 | 49 | +14 |
|                          | 8.   | Daejeon Hana Citizen | 51 | 38 | 12 | 15 | 11 | 56 | 58 | -2  |
|                          | 9.   | Jeju SK              | 41 | 38 | 10 | 11 | 17 | 43 | 49 | -6  |
|                          | 10.  | Gangwon              | 34 | 38 | 6  | 16 | 16 | 30 | 41 | -11 |
|                          | 11.  | Suwon                | 33 | 38 | 8  | 9  | 21 | 44 | 76 | -32 |
|                          | 12.  | Suwon Bluewings      | 33 | 38 | 8  | 9  | 21 | 35 | 57 | -22 |

Legenda:
      Campione di Corea del Sud e ammessa alla fase a gironi della  AFC Champions League 2023-2024
      Ammesse alla fase a gironi della AFC Champions League 2023-2024
      ammessa alle qualificazioni della AFC Champions League 2023-2024.
 Ammessa ai play-off promozione/retrocessione.
 Retrocessa in K League 2 2023.
Note:
Tre punti a vittoria, uno a pareggio, zero a sconfitta.
La classifica viene stilata secondo i seguenti criteri:
- Punti conquistati
- Reti totali realizzate
- Differenza reti generale
- Punti negli scontri diretti
- Differenza reti negli scontri diretti
- Reti realizzate negli scontri diretti
- Classifica fair-play
- Sorteggio

## Tabellone
Aggiornato al 3 dicembre 2023.

### Giornate 1-22
|                         | DGU  | DHC  | GWN  | GJU  | ICU  | JJU  | JHM  | PHS  | SEL  | SSB  | SWN  | USH  |
| ----------------------- | ---- | ---- | ---- | ---- | ---- | ---- | ---- | ---- | ---- | ---- | ---- | ---- |
| Daegu                   | –––– | 1-0  | 0-0  | 3-4  | 2-2  | 1-1  | 2-0  | 1-1  | 1-0  | 1-1  | 3-1  | 0-3  |
| Daejeon Hana Citizen    | 0-1  | –––– | 2-0  | 1-1  | 1-3  | 0-3  | 2-2  | 0-0  | 3-2  | 2-2  | 2-1  | 2-1  |
| Gangwon                 | 1-1  | 1-2  | –––– | 1-1  | 0-2  | 0-1  | 1-2  | 0-0  | 3-2  | 0-2  | 1-2  | 0-1  |
| Gwangju                 | 0-2  | 0-0  | 0-0  | –––– | 5-0  | 0-1  | 2-0  | 4-2  | 0-2  | 2-1  | 2-0  | 0-1  |
| Incheon United          | 0-0  | 3-3  | 1-0  | 1-1  | –––– | 1-0  | 0-0  | 0-1  | 1-1  | 0-1  | 2-2  | 0-1  |
| Jeju United             | 1-2  | 1-1  | 2-2  | 0-0  | 2-0  | –––– | 0-2  | 2-1  | 1-2  | 2-1  | 0-0  | 1-3  |
| Jeonbuk Hyundai Motors  | 1-0  | 1-2  | 0-1  | 2-0  | 2-0  | 2-0  | –––– | 1-2  | 2-1  | 1-1  | 3-1  | 2-0  |
| Pohang Steelers         | 3-2  | 3-2  | 1-1  | 2-0  | 0-2  | 2-1  | 1-0  | –––– | 1-1  | 1-0  | 3-1  | 0-1  |
| FC Seul                 | 3-0  | 0-0  | 1-0  | 3-1  | 2-1  | 1-1  | 1-1  | 1-1  | –––– | 3-1  | 7-2  | 1-2  |
| Suwon Samsung Bluewings | 0-1  | 1-3  | 1-1  | 0-1  | 0-0  | 2-3  | 0-3  | 1-1  | 0-1  | –––– | 1-2  | 2-3  |
| Suwon FC                | 1-1  | 5-3  | 2-0  | 0-2  | 2-2  | 0-5  | 1-0  | 1-2  | 0-3  | 2-1  | –––– | 1-3  |
| Ulsan Hyundai           | 3-1  | 3-3  | 1-0  | 2-1  | 1-2  | 5-1  | 2-1  | 2-2  | 3-2  | 2-1  | 3-0  | –––– |

### Giornate 23-33
|                         | DGU  | DHC  | GWN  | GJU  | ICU  | JJU  | JHM  | PHS  | SEL  | SSB  | SWN  | USH  |
| ----------------------- | ---- | ---- | ---- | ---- | ---- | ---- | ---- | ---- | ---- | ---- | ---- | ---- |
| Daegu                   | –––– | –––– | 1-0  | –––– | –––– | 1-0  | –––– | 0-0  | –––– | –––– | 2-2  | 0-0  |
| Daejeon Hana Citizen    | 1-0  | –––– | –––– | –––– | –––– | 1-0  | –––– | –––– | 4-3  | 3-1  | 0-1  | –––– |
| Gangwon                 | –––– | 1-1  | –––– | –––– | 1-1  | –––– | –––– | 1-1  | 1-1  | 1-2  | –––– | 2-0  |
| Gwangju                 | 1-1  | 3-0  | 1-0  | –––– | –––– | –––– | 0-1  | –––– | –––– | 4-0  | –––– | –––– |
| Incheon United          | 3-1  | 2-0  | –––– | 2-2  | –––– | 2-1  | –––– | 0-2  | –––– | 2-0  | –––– | –––– |
| Jeju United             | –––– | –––– | 1-1  | 1-2  | –––– | –––– | 0-0  | –––– | 1-3  | –––– | 3-0  | –––– |
| Jeonbuk Hyundai Motors  | 1-3  | 1-1  | 1-3  | –––– | 2-0  | –––– | –––– | –––– | –––– | 1-1  | 1-0  | –––– |
| Pohang Steelers         | –––– | 4-3  | –––– | 1-1  | –––– | 4-2  | 2-1  | –––– | –––– | –––– | 2-0  | 0-0  |
| FC Seul                 | 2-2  | –––– | –––– | 0-1  | 0-1  | –––– | 0-2  | 2-2  | –––– | –––– | –––– | 2-2  |
| Suwon Samsung Bluewings | 0-1  | –––– | –––– | –––– | –––– | 1-0  | –––– | 1-0  | 0-1  | –––– | 0-2  | 3-1  |
| Suwon FC                | –––– | –––– | 1-1  | 0-1  | 1-2  | –––– | –––– | –––– | 1-1  | –––– | –––– | 2-3  |
| Ulsan Hyundai           | –––– | 1-1  | –––– | 0-2  | 0-0  | 2-1  | 1-0  | –––– | –––– | –––– | –––– | –––– |

### Giornate 34-38
Finale A
|                        | DGU  | GJU  | ICU  | JHM  | PHS  | USH  |
| ---------------------- | ---- | ---- | ---- | ---- | ---- | ---- |
| Daegu                  | –––– | 1-1  | 2-1  | 1-2  | –––– | –––– |
| Gwangju                | –––– | –––– | 0-2  | –––– | 0-0  | 1-0  |
| Incheon United         | –––– | –––– | –––– | 1-1  | –––– | 3-1  |
| Jeonbuk Hyundai Motors | –––– | 2-0  | –––– | –––– | 1-1  | –––– |
| Pohang Steelers        | 1-0  | –––– | 1-1  | –––– | –––– | –––– |
| Ulsan Hyundai          | 2-0  | –––– | –––– | 1-0  | 3-2  | –––– |

Finale B
|                         | DHC  | GWN  | JJU  | SEL  | SSB  | SWN  |
| ----------------------- | ---- | ---- | ---- | ---- | ---- | ---- |
| Daejeon Hana Citizen    | –––– | 0-1  | –––– | 2-2  | –––– | 1-1  |
| Gangwon                 | –––– | –––– | 1-1  | –––– | –––– | 2-0  |
| Jeju United             | 0-2  | –––– | –––– | 0-0  | 2-0  | –––– |
| FC Seul                 | –––– | 2-1  | –––– | –––– | 0-1  | –––– |
| Suwon Samsung Bluewings | 2-2  | 0-0  | –––– | –––– | –––– | –––– |
| Suwon FC                | –––– | –––– | 1-1  | 3-4  | 2-3  | –––– |

## Spareggio promozione-retrocessione
La 10ª classificata ha affrontato la vincente dei play-off di K League 2, La 11ª classificata ha affrontato la 2ª classificata di K League 2
|             | Risultati  |             | Luogo e data    |
| ----------- | ---------- | ----------- | --------------- |
| Busan IPark | 2 - 1      | Suwon       | 6 dicembre 2023 |
| Suwon       | 5(a.e.t.)2 | Busan IPark | 9 dicembre 2023 |
|             |            |             |                 |
| Gimpo FC    | 0 - 0      | Gangwon FC  | 6 dicembre 2023 |
| Gangwon FC  | 2 - 1      | Gimpo FC    | 9 dicembre 2023 |
|             |            |             |                 |